# Stor-Rammsjön
Stor-Rammsjön är en sjö i Ånge kommun i Medelpad och ingår i Ljungans huvudavrinningsområde. Sjön har en area på 0,0718 kvadratkilometer och ligger 249,8 meter över havet. Sjön avvattnas av vattendraget Bergängesbäcken.

## Delavrinningsområde
Stor-Rammsjön ingår i det delavrinningsområde (693283-150493) som SMHI kallar för Mynnar i Ljungans vattendragsyta. Medelhöjden är 268 meter över havet och ytan är 16,7 kvadratkilometer. Det finns inga avrinningsområden uppströms utan avrinningsområdet är högsta punkten. Bergängesbäcken som avvattnar avrinningsområdet har biflödesordning 2, vilket innebär att vattnet flödar genom totalt 2 vattendrag innan det når havet efter 94 kilometer. Avrinningsområdet består mestadels av skog (80 procent). Avrinningsområdet har 0,07 kvadratkilometer vattenytor vilket ger det en sjöprocent på 0,4 procent. Bebyggelsen i området täcker en yta av 0,18 kvadratkilometer eller 1 procent av avrinningsområdet.